# God is our refuge
God is our refuge (K 20), in italiano Dio è il nostro rifugio, è un mottetto composto da Wolfgang Amadeus Mozart a Londra nel 1765, all'età di nove anni.

## Storia
La composizione trae ispirazione dai madrigali sacri, molto diffusi in quel periodo a Londra. Essa «faceva mostra di un certo carattere polifonico, poiché lo scrivere polifonicamente era considerato la miglior prova di precocità di un fanciullo prodigio».
Alla partenza dall'Inghilterra, Leopold Mozart donò alla biblioteca del British Museum la partitura autografa di questo mottetto e una copia della prima edizione a stampa delle sonate per clavicembalo e violino K 6-15. Il segretario del museo, Matthew Maty, ringraziò ufficialmente con il seguente biglietto datato 19 luglio 1765:

## Testo
Il testo del mottetto è il primo versetto del salmo 46, nella versione della Bibbia di Re Giacomo.